# タインスアン区
タインスアン区（タインスアンく、ベトナム語：Quận Thanh Xuân / 郡靑春）は、ベトナム社会主義共和国の首都ハノイ市に存在する区 (郡)。

## 行政
タインスアン区は11の坊を管轄している。
- ハディン（Hạ Đình / 下亭）
- キムザン（Kim Giang / 金江）
- クオンディン（Khương Đình / 姜亭）
- クオンマイ（Khương Mai / 姜枚）
- クオンチュン（Khương Trung / 姜中）
- ニャンチン（Nhân Chính / 仁政）
- フオンリエット（Phương Liệt / 芳烈）
- タインスアンバク（Thanh Xuân Bắc / 靑春北）
- タインスアンナム（Thanh Xuân Nam / 靑春南）
- タインスアンチュン（Thanh Xuân Trung / 靑春中）
- トゥオンディン（Thượng Đình / 上亭）

## 交通
- ハノイ都市鉄道2A号線
  - トゥオンディン駅 - 第3環状線駅